# 노벨 평화 센터

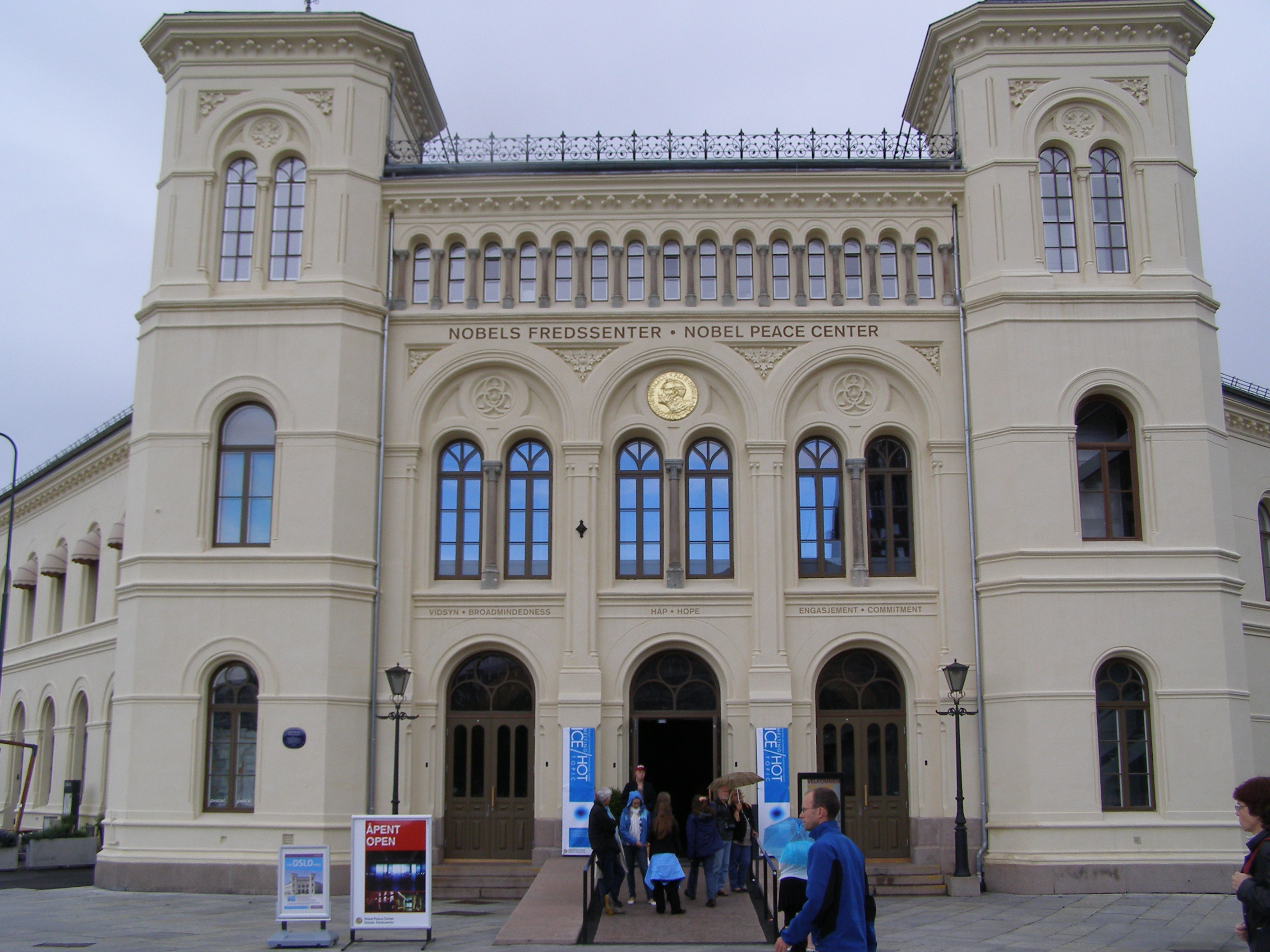
노벨 평화 센터

노벨 평화 센터(노르웨이어: Nobels Fredssenter, 영어: Nobel Peace Center)는 노르웨이 오슬로에 위치한 노벨 평화상 수상자를 기리기 위한 박물관이다.

## 같이 보기
- 노벨 재단